# Tía Anica La Piriñaca
Tía Anica la Piriñaca, vertaald Tante Anica la Periñaca, pseudoniem van Ana Blanca Soto (Jerez de la Frontera, 11 april 1899 – aldaar, 4 november 1987), is een Spaans cantaora (zangeres van flamencomuziek).

## Biografie

### Jeugd
Anica zong vanaf jonge leeftijd op zogenoemde flamenco fiestas, ofwel samenkomsten waar de flamenco als het ware wordt beleefd. En passant leerde zij van grote namen als Frijones en Tío José de Paula. Vooral de laatste had grote invloed op vooral haar uitvoering van de stijlen seguiriya en soleá.

### Flamencostijl van deEgyptanos
In de 15e en 16e eeuw kwamen twee stammen zigeuners Spanje binnen die beide gitanos worden genoemd. Eén groep, de Egyptanos, kwam rond 1425 naar Spanje via Egypte. De andere groep, de Zingaros, kwam rond 1515 via Oost-Europa, Duitsland en Vlaanderen het land binnen. Van deze groepen worden vooral de Zingaros gezien als dé flamencovertolkers bij uitstek en hadden de Egyptanos zich te schikken naar de noordelijke flamencotak.
Tía Anica zocht niettemin vanaf het eerste begin van haar carrière naar de liederen van de "zwarte tak van de farao" (tronco negro del faraón), ofwel de Egyptanos. Deze stroming was steeds kleiner geworden. In haar jeugd leefden er nog maar enkele vertegenwoordigers van wie zij het vak kon leren. Verder leerde ze van de enkele plaatopnamen van specifieke stijlen (estillos) en vormen (palos), zoals de seguiriyas, soleares, martinetes en bulerías. Voor het werkelijke overleven ervan was het vaak opvoeren in clubs en festivals van onmisbare waarde. La Piriñaca droeg hier in belangrijke mate toe bij.
Na haar trouwen mocht ze van haar man niet langer in het openbaar optreden, waardoor haar carrière stagneerde.

### Hervatting van haar zangcarrière
Na de dood van haar man en op aandrang van Antonio Mairena begon ze rond haar 50e weer op te treden, ditmaal in het professionele flamencocircuit. Inmiddels werd zij Tía Anica de la Periñaca genoemd. Tía Anica la Piriñaca droeg net als haar zingende vader de bijnaam Piriñaca. Piriñaca is een typisch gerecht uit Cádiz, bestaand uit gesneden tomaten, uien en komkommer, aangemaakt met wat zout, olijfolie en azijn.
Aanvankelijk was zij nog alleen in de ventas in Jerez en omgeving te horen, vaak samen met El Borrico de Jerez. Nadat in 1965 haar plaatopnamen werden uitgebracht, groeide haar bekendheid en trad zij ook op in clubs en op festivals. Ondanks dat haar een enorme flamenco-expressie (flamenquería), diepe intensiteitsbeleving (jondura) en kennis van zaken van flamenco wordt toegeschreven, trad zij echter zelden op in het buitenland.
La Tía's specialiteit was de stijl seguiriya, waarvan zij vond dat die haar altijd weer riep, haar altijd weer vervulde en de teksten ervan haar vaak lieten huilen, omdat de stijl voor haar zo aangrijpend was.

## Werk

### Discografie
- 1959/65: Antología del cante flamenco y cante gitano, 3 lp's, Columbia, met M. Morao op gitaar
- 1967: Archivo del cante flamenco, 6 lp's, Vergara, met Parrilla de Jerez op gitaar
- 1971: Cantes de Triana y Jerez, lp, Ariola, met Parrilla de Jerez op gitaar
- 1971: Cantes de Triana y Jerez, 2 lp's, Ariola, met Parrilla de Jerez op gitaar
- 1971: Grandes figuras del cante, lp, Ariola, met Parrilla de Jerez op gitaar)
- 1971: Grandes figuras del flamenco, 5 lp's, Ariola, met Parrilla de Jerez op gitaar
- 1971: Antología de la seguiriya, lp, Ariola, met Parrilla de Jerez op gitaar
- 1971: Antología de las soleares, lp, Ariola, met Parrilla de Jerez op gitaar
- 1971: Antología de las bulerías, lp, Ariola, met Parrilla de Jerez op gitaar
- 1971: Joyas del flamenco, single, Ariola, Parrilla de Jerez
- 1971: Siempre jerez, lp, Polydor, met Tío Borrico (zang) en Pedro Peña
- 1971: Fiesta en Lebrija, lp, Polydor, met Pedro Peña op gitaar
- 1977: Cuatro veces veinte años, lp, RCA, met Diego Carrasco op gitaar
- 1977: Por el aire de Santiago, lp, RCA, met Diego Carrasco op gitaar
- 1996: La Tía Anica la Periñaca, cd, Grands cantaores du flamenco, volume 19, Le Chant Du Monde,

### Overig
- 1987, boek: "Yo tenía mu güeña estrella" Difusión del Patrimonio D'aquí (Ter bevordering en verspreiding van haar nalatenschap) Mémoires van Tía Anica. José Luis Ortiz Nuevo. Hipérion, Madrid
- 2005, boek[3] en film[4]: "Rito y Geografía del Cante flamenco" (un capítulo e intervención en otros) Alga Editores.